# Katherine Williams
Pour l’article homonyme, voir Williams.
Katherine Williams, (13 septembre 1908 - 7 mars 1982), est une actrice américaine active durant les années 1934 et 1935.

## Biographie
Née à Seattle dans l'État de Washington, Katherine Williams est connue pour les 3 films qu'elle a tournés après avoir été sélectionnée par le comité de la Western Associated Motion Picture Advertisers (WAMPAS) pour faire partie de la promotion des treize jeunes espoirs féminins de 1934, composée entre autres par Julie Bishop, Betty Bryson et la future star d'Hollywood Lu Ann Meredith.
Les films sont tous tournés en 1934, Young and Beautiful, Kiss and Make-Up et The Big Race. Le film de 1935 ne lui est malheureusement pas créditée.
Elle décède à Canoga Park en Californie en 1982, à l'age de 73 ans.

## Filmographie
Sauf indication contraire, les informations mentionnées dans cette section peuvent être confirmées par la base de données cinématographiques IMDb,  présente dans la section « Liens externes ».
- 1933 : The Big Race de Fred C. Newmeyer : Jenny Hemingway
- 1934 : Young and Beautiful de Joseph Santley :  Baby Star
- 1934 : Kiss and Make-Up de Harlan Thompson : Vilma
- 1934 : Douvres-Paris de Fred C. Newmeyer : Annette
- 1935 : Rendez-vous at Midnight de Christy Cabanne : non créditée